# RCA Victor
RCA Victor est un ancien label discographique américain, faisant partie du groupe RCA de Sony-BMG.
Les groupes et artistes produits incluent Arthur Crudup, Enrico Caruso, Elvis Presley, Little Richard (1951-1952), Duane Eddy, Eddie Cochran, Alys Robi et, en France : Chantal Goya (1964-1987), Alain Souchon (1973-1984), Laurent Voulzy, Mama Béa, Nicole Croisille, Nicole Rieu, Sylvie Vartan, Patrick Bruel , Mylène Farmer (1983-1984), Philippe Chatel (1977-1982) (l'édition originale double 33 tours de son conte musical Émilie Jolie y obtint un grand succès en 1979/1980), Hervé Cristiani (1981-1985) (son titre Il est libre, Max y fit un grand succès en 45 tours en fin d'année 1981/début d'année 1982), Yves Simon (1972-) (à partir de son 45 tours Les Gauloises bleues suivi, l'année suivante, de son album Au pays des merveilles de Juliet, jusqu'à 1988), Bernard Demichelis (1982-1987), Pierre Bachelet (1984-1989).

## Histoire

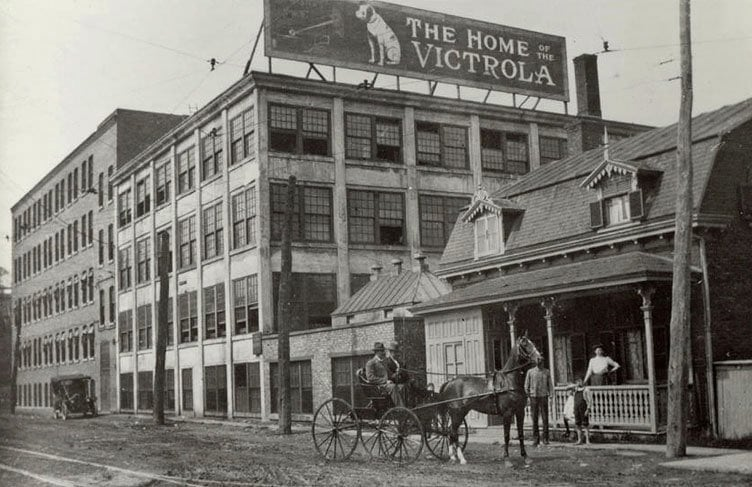
L'usine de RCA Victor sur la rue Lenoir à Montréal. On aperçoit sur l'enseigne le célèbre logo du chien Nipper.

Victor Talking Machine Company (Victor) est un ancien label discographique fondé par Emile Berliner et Eldridge R. Johnson, inventeurs du gramophone[réf. nécessaire]. C'était une des firmes les plus importantes du marché américain avant la Grande Dépression (1929), qui produisait notamment Al Jolson ou Fats Waller. Elle fut alors rachetée par RCA, en même temps que le label Bluebird Records.

## Recherche
À partir de 1936, la compagnie publie une revue à caractère technologique, RCA Review. Une unité de recherche ouvre à Montréal, Québec, au Canada, où se trouvait déjà l'usine RCA Victor et obtient des contrats de l'agence de Recherche et développement pour la défense du Canada (RDDC) pour tester le système de radars. Le laboratoire de recherche publie de nombreux articles dans RCA Review, dont ceux de Morrel Bachynski, Tudor Johnston et Gilles Cloutier. 
Les champs de recherche couvrent les micro-ondes, les semi-conduceurs, la physique des plasmas, les lasers et la conquête de l'espace. À ce titre, l'équipe de chercheurs est appelé à participer à la conception du premier satellite canadien, Alouette 1. John Stewart et John Almond, fondateur de Télésat Canada en 1969,  conçoivent le transpondeur du satellite. 
La construction d'Alouette 2 est confiée à RCA Victor. Le satellite est lancé le 29 novembre 1965. Poursuivant ses activités de construction de satellites, la compagnie ouvre en 1969 une usine à Sainte-Anne-de-Bellevue. Mais Télésat Canada choisit plutôt de confier la construction de satellites à la compagnie américaine Hughes Aircraft. Les firmes Spar Aérospatiale et Northen Telecom agissent comme sous-traitants. Cette décision entraîne le déclin de RCA Victor à Montréal. En 1972, le siège social déménage à Toronto. En 1973, RCA Victor édite l'indicatif de l'émission Italiques produite par Marc Gilbert composé par Ennio Morricone (Lontano, tiré de la bande originale du film À l'aube du cinquième jour). L'usine et le laboratoire de Montréal ferment en 1976.
Un musée est installé dans la vieille usine de RCA Victor et est dédié à Émile Berliner, sa compagnie, l'évolution et les différentes technologies qui ont été créées par RCA Victor.

## Galerie
L'usine RCA sur la rue Lacasse dans le quartier de Saint-Henri à Montréal en 1944.

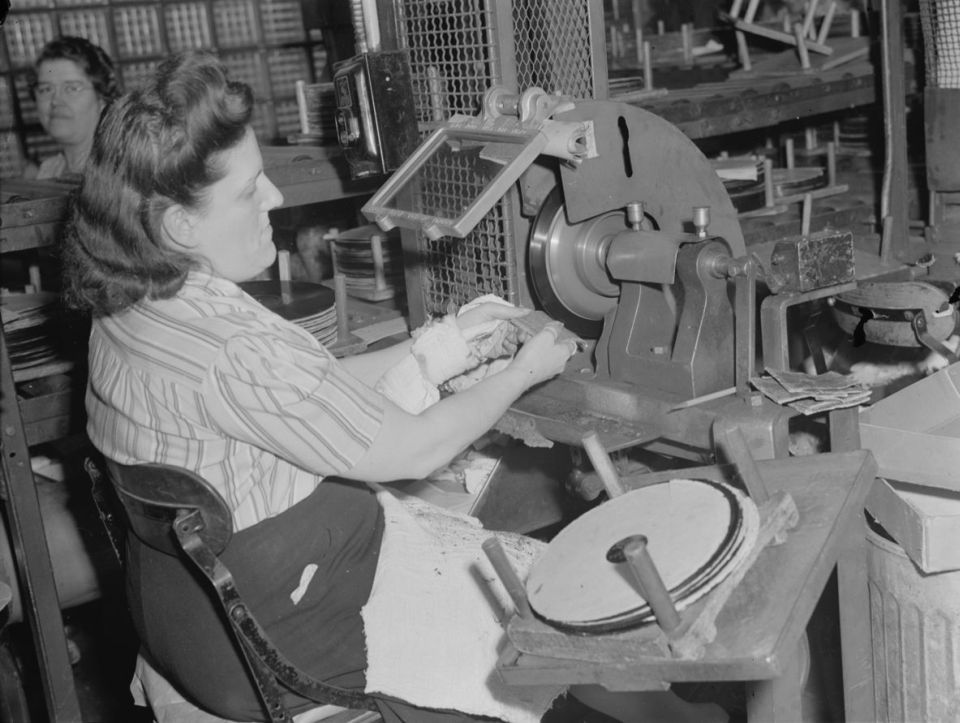
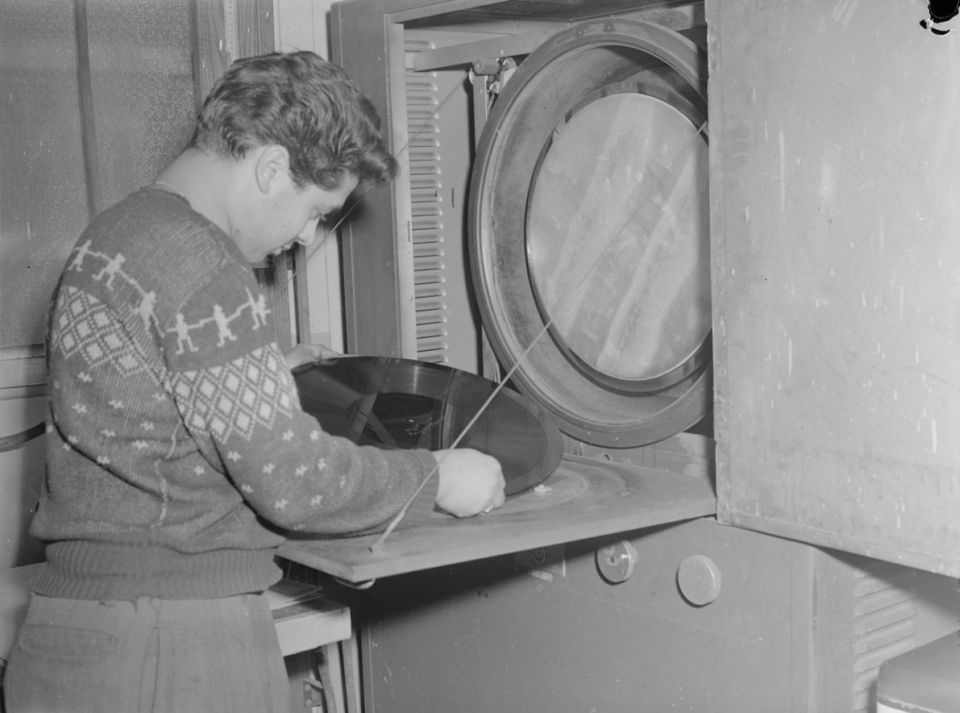
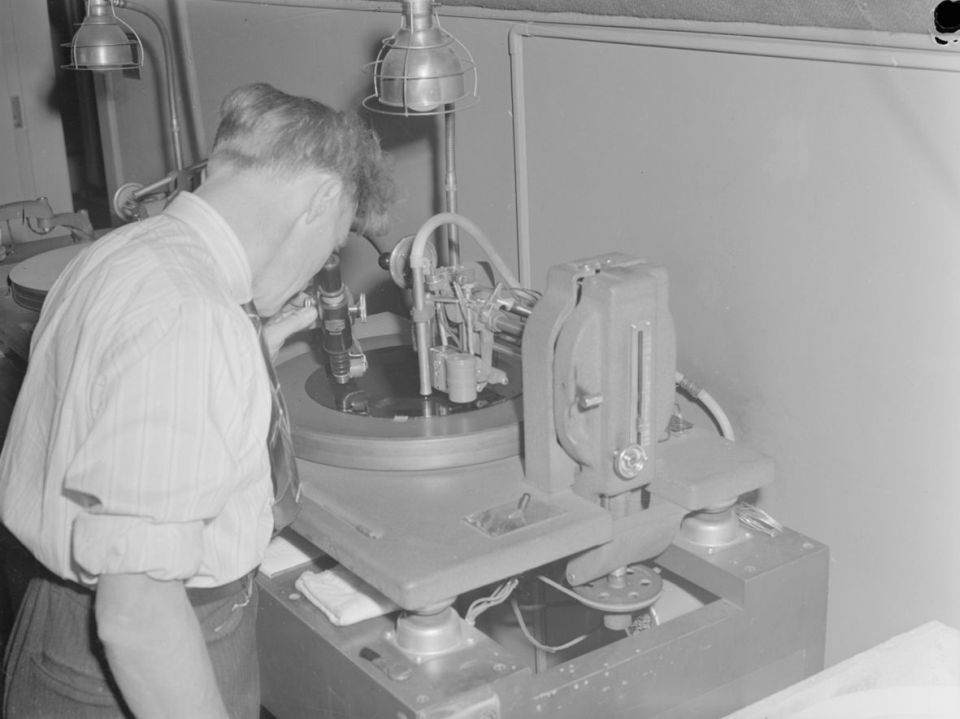
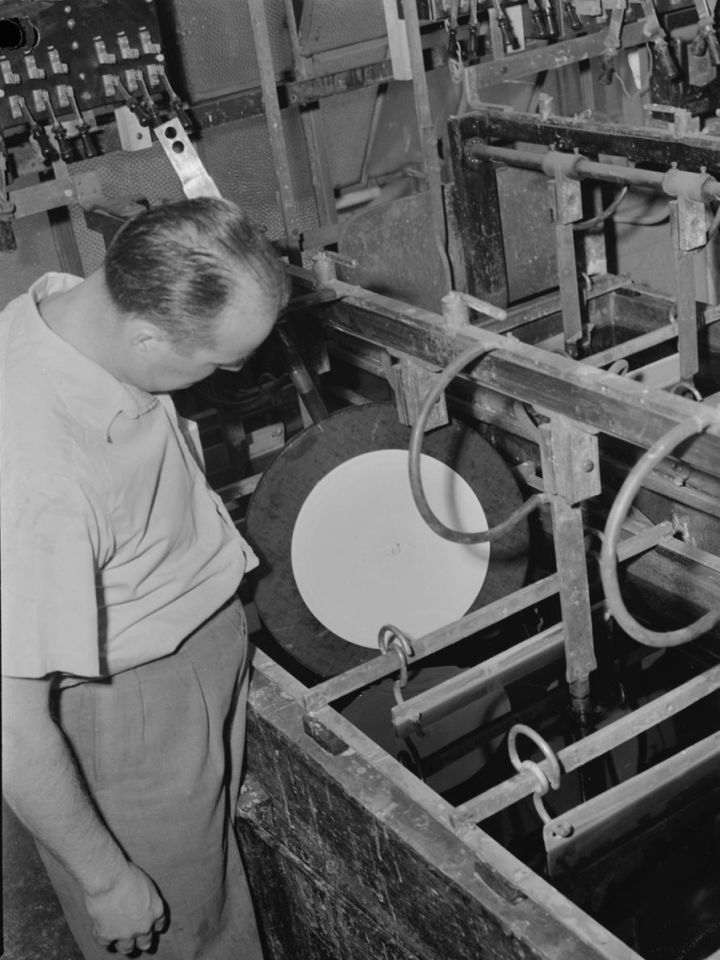
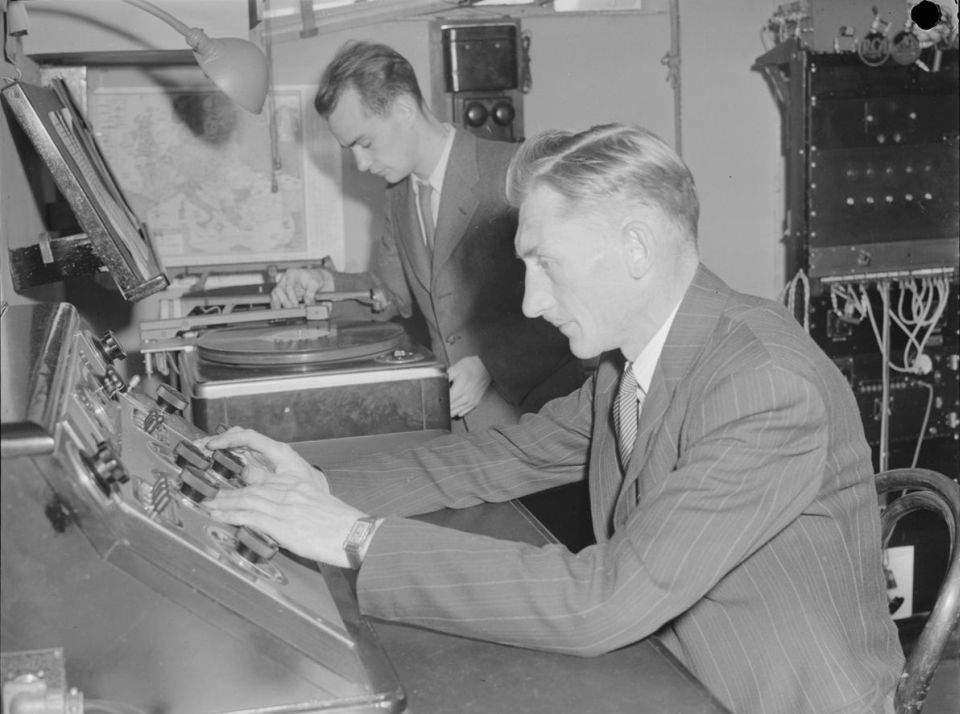
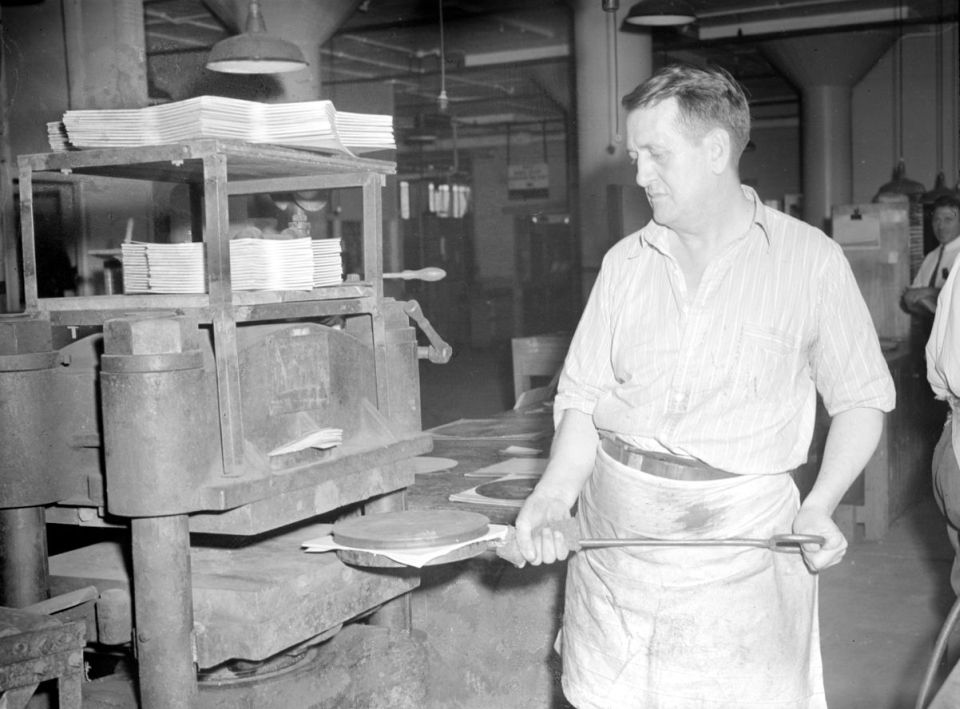
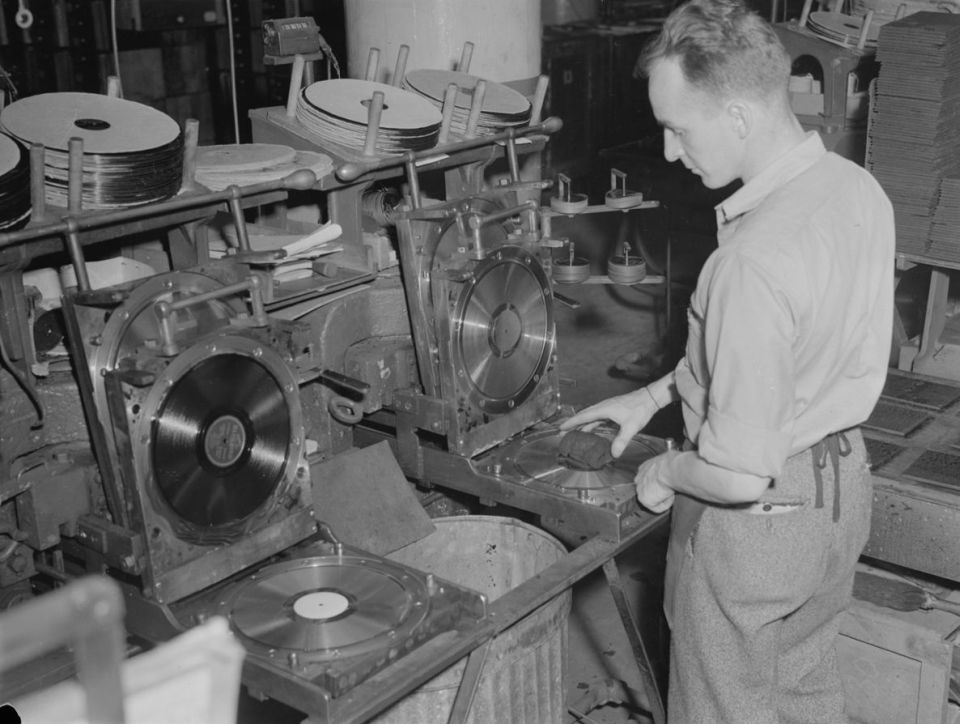
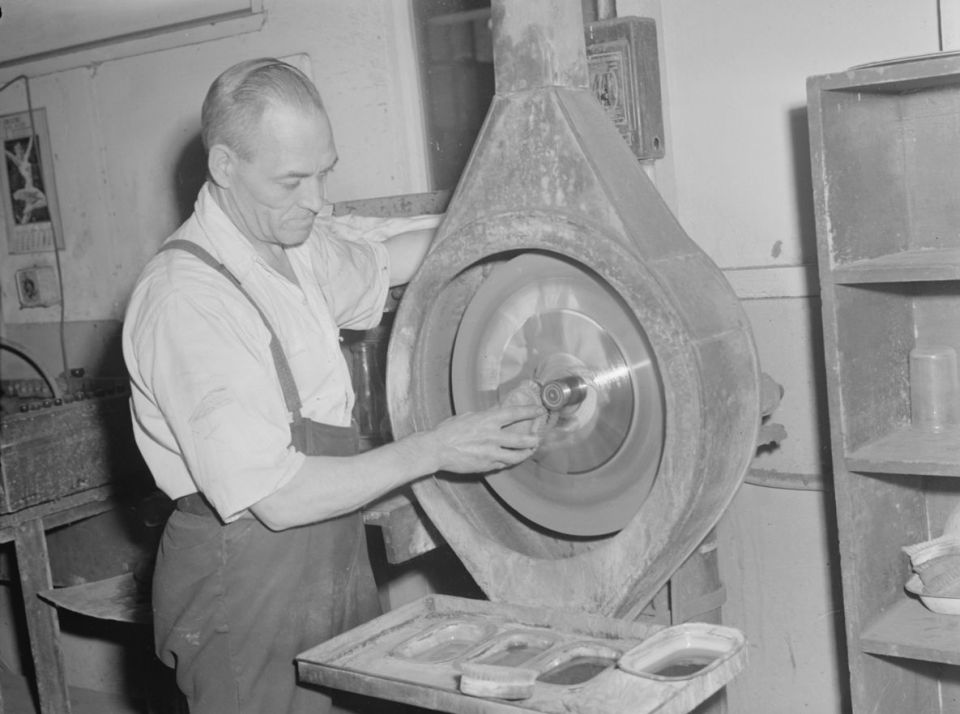